# Corona civica

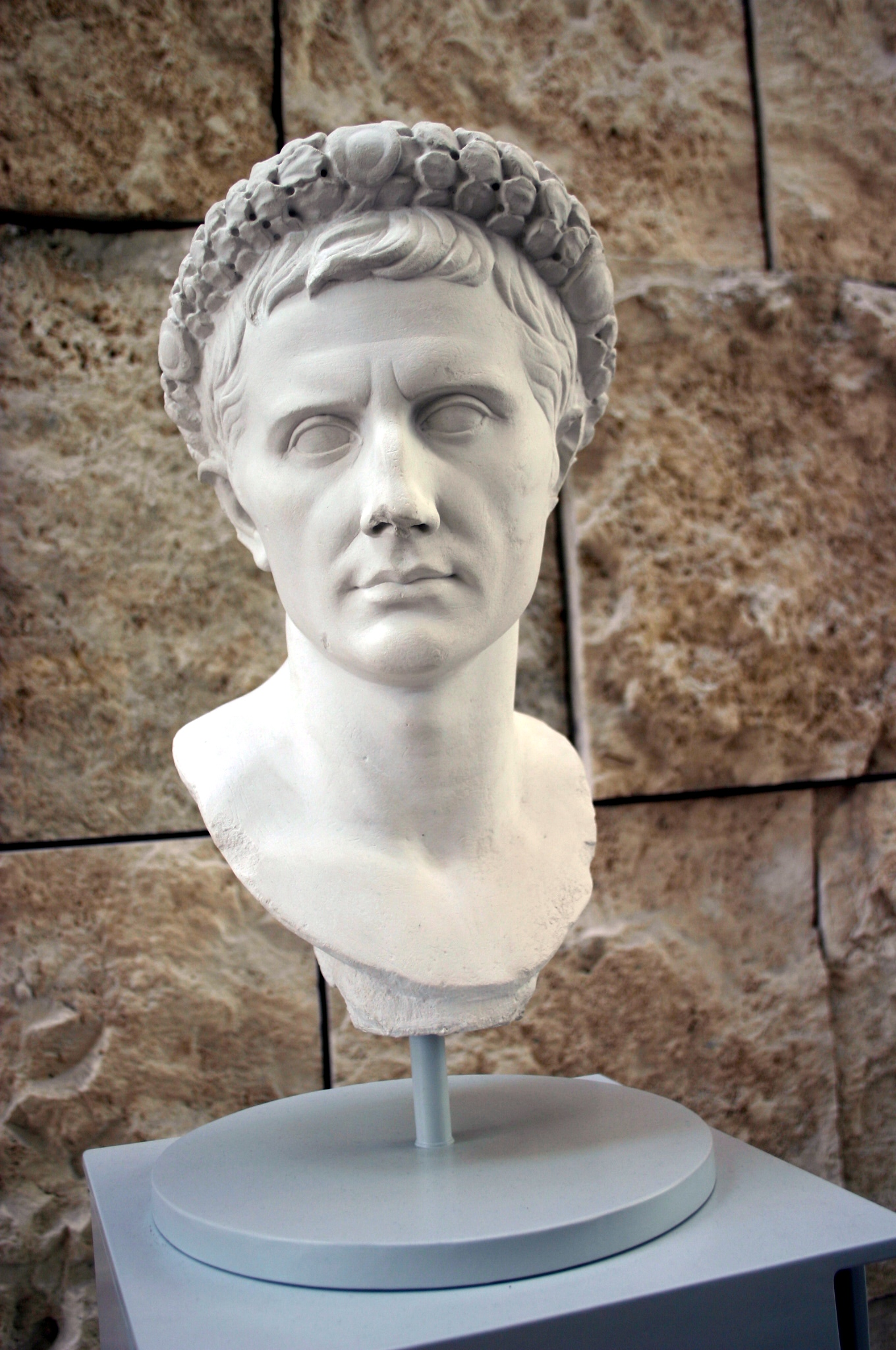
Roma, museo dell'Ara Pacis: ritratto di Augusto indossante la corona civica.

La corona civica o corona di quercia (latino: corona querquensis) era una corona utilizzata come onorificenza della Repubblica e dell'Impero romano, spettante a chi avesse salvato la vita a un cittadino romano.

## Significato
Realizzata in forma di serto di quercia, più anticamente leccio o ippocastano, la corona civica era la seconda onorificenza militare in ordine di importanza, dopo la corona obsidionalis, ed era assegnata a quel soldato che avesse salvato la vita di un cittadino romano in battaglia; recava la scritta Ob civem servatum.
L'ottenimento di questa corona era un grande onore, ed era conseguentemente regolato da condizioni restrittive: per ottenere la corona il soldato doveva salvare un cittadino romano in battaglia, uccidere il nemico e mantenere la posizione occupata fino alla fine della battaglia. Non era possibile impiegare la testimonianza di un terzo, ma solo quella del cittadino salvato: questa condizione rendeva difficile l'ottenimento della corona, in quanto i soldati romani non erano inclini a riconoscere il gesto del loro camerata, in quanto sarebbero poi stati obbligati a portare loro deferenza.

In origine la corona civica veniva conferita dalle mani del soldato salvato, dopo che il tribuno avesse indagato la cosa interrogandolo; durante l'impero, invece, il soldato veniva decorato direttamente dall'imperatore o da un suo delegato, in quanto dal princeps provenivano tutti gli onori.

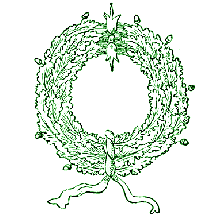
Corona Civica.

Una volta ottenuta, questa onorificenza poteva essere sempre indossata. Il soldato decorato con la corona civica aveva un posto riservato vicino ai senatori in occasione degli spettacoli pubblici, e i senatori dovevano alzarsi al suo ingresso. La decorazione portava con sé l'esenzione dai doveri pubblici per il soldato decorato, per suo padre e per il nonno paterno. Il cittadino salvato in battaglia doveva considerare il proprio salvatore come un parente, dovendogli quel rispetto e quelle obbligazioni che un figlio doveva al padre.

## Origine
Plutarco, che ne parla in relazione a Coriolano, fa diverse ipotesi sull'uso delle foglie di quercia per il conferimento di questa alta onorificenza:
1. perché la quercia era onorata dagli Arcadi;
2. perché ve n'era abbondanza nel Lazio antico;
3. perché queste erano sacre a Giove, custode della città di Roma;

## Insigniti
Tra gli insigniti vi fu anticamente il giovane Gneo Marcio, futuro Coriolano perché conquistatore di Corioli, per essersi distinto per il proprio valore, tanto da meritare la Corona civica per aver salvato da solo in battaglia un altro cittadino romano.
In seguito a meritarla vi fu un giovane Scipione, poi detto l'Africano, per aver salvato incurante dei pericoli il padre Publio alla battaglia del Ticino, "che fu il primo a salutare, in presenza di tutti, il figlio come suo salvatore".

## Araldica

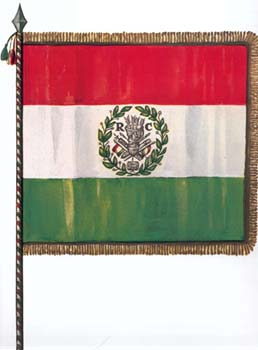
La corona civica al centro del tricolore della Repubblica Cispadana

Emblema della Repubblica Italiana.

La corona civica ha avuto molta fortuna nell'araldica italiana. La repubblica Cispadana ebbe come emblema un turcasso attorniato dalla corona civica. Lo stemma della Repubblica Romana fu un'aquila (con i fasci consolari fra gli artigli) circondata di corona civica. Il serto di quercia è utilizzato anche nell'araldica civica italiana, dove esso compare in forma di mezzo serto o ramo di quercia negli stemmi delle provincie accompagnato dal mezzo serto di alloro della corona trionfale. Anche l'attuale emblema della repubblica italiana ha la generica forma di corona romana, con un ramo di ulivo e l'altro, come nel caso specifico della corona civica, di quercia.